# TVO (programa de televisión)
TVO fue un popular programa musical infantil de concursos transmitido de lunes a viernes en El Canal de las Estrellas durante la década de los 90. Conducido por Gabriela Ruffo y Liza Echeverría, el programa fue transmitido desde el 17 de junio de 1991 hasta el 5 de diciembre de 1992, con un total de 350 capítulos.
Debido a los altos niveles de audiencia, a partir del 1 de Junio de 1992 hasta el 6 de Noviembre de 1992 se extiende el tiempo al aire del programa a 1 hora de duración.
Cada tarde los niños concursaban para ganar juguetes y aparatos electrónicos. ‘La aguja en el pajar’, ‘la cucaña’, ‘el corazón de Ramiro’, y ‘el tvo-acuatizaje’ eran los concursos más populares, pero sin duda el certamen ‘TVíta por un día’ –donde las adolescentes podían ser edecanes del programa temporalmente- fue un éxito. Este programa fue tan popular que también lanzó al mercado ‘discos compactos’ con la música que alegró las fiestas infantiles de los 90..
TVO sale abruptamente del aire el 5 de diciembre de 1992 debido a sus altos costos de producción, coincidiendo además con la firma del Acuerdo de Licencias de Programas entre Televisa y Univisión, por lo que la primera empresa se vio obligada a ceder ciertos horarios de su programación para introducir al público mexicano los programas de la televisora estadounidense, siendo reemplazado por El show de Cristina, y ese mismo día el programa de variedades Sábado Gigante, realiza su primera emisión para la Televisión Mexicana.

## Historia
Comenzaba la década de los '90, y un programa estaba teniendo mucha fama por toda Latinoamérica, se trataba de “El Show de Xuxa” y su famoso tema “Ilarie”. La brasileña Xuxa con su primer disco logró vender miles de copias en México y ser tocada en la radio a nivel nacional. Por primera vez en años, Televisa se vio amenazada y viendo lo que estaba logrando Xuxa, sus ejecutivos comenzaron a idear un programa infantil que se transmitiera entre semana y que obviamente no rivalizara con el programa En Familia de Xavier López “Chabelo”. De este modo, la empresa delega en Enrique Segoviano (productor de El Chavo del 8,El Chapulín Colorado) la tarea de diseñar un programa de televisión digno de competir y borrar del mapa a la brasileña.
Así en 1991, comenzaron las grandes audiciones en los que participaron cientos de chicas. Después de intensas pruebas de cámara, de baile y canto quedaron como semifinalistas y se les grabó un programa piloto a Patty Tanús, Gaby Ruffo y Liza Echeverría; estas dos últimas fueron las elegidas.
El productor Enrique Segoviano tuvo un ojo casi clínico al depositar la responsabilidad de conducir el programa a la actriz Gaby Ruffo, quien durante su adolescencia se había caracterizado por papeles dulces y tiernos en telenovelas y a la joven conductora Liza Echeverría.
Es pertinente señalar que Liza Echeverría, jamás pensó en ser la conductora de TVO, ella fue la última en audicionar para ser Teveíta, cuando le dieron la noticia de que no se quedó como parte del staff, sino como conductora:
"Ya estaban seleccionadas todas las tveítas cuando hice el casting y ¡oh sorpresa!, me quedé, ¡pero como conductora! A mí como que todavía no me caía el veinte pues no era del mundo artístico y todo esto era nuevo para mí. Yo no tengo la experiencia de Gaby, pero lo que ayuda es que soy muy niñera, platicadora, abierta y relajienta"Es de esta manera que tuvo este nuevo reto, además de ganarse la preferencia y el cariño del público infantil, además de debutar como cantante de este programa. 
La conducción del programa era turnada, pues Gaby Ruffo conduciría los lunes, miércoles y viernes, mientras que Liza Echeverría los martes y jueves. Al respecto, Enrique Segoviano dijo:
"Son dos conductoras porque el ritmo de trabajo es muy pesado y hay muchas presiones por lo que una sola chica no iba a poder con todo el paquete. Además, se nivela el programa pues Gaby es dulce, tierna y canta canciones tranquilas, en cambio, Liza, es más rítmica y rockera"
El lunes 17 de junio de 1991 sale al aire TVO programa de concursos infantil que con una fórmula dinámica y repleto de grandes concursos por lo que se convirtió rápidamente en el favorito de chicos y grandes. El programa era transmitido de lunes a viernes a las 4:30 de la tarde por el Canal 2 de Televisa -el "Canal de las estrellas".
Un rasgo que en su momento hizo particularmente popular a TVO fue el tipo de vestuario un tanto revelador - 
muy similar a lo que usó Xuxa en su programa brasileño. Algo que causó sensación en el público mexicano. Considerando que se trataba de un programa dirigido al público infantil- con el que en cada emisión se presentaban tanto las conductoras -Gaby Ruffo y Liza Echeverría- como sus asistentes -las llamadas "teveitas"-. Aunque se utilizaban diferentes uniformes en cada programa, el diseño básico consistía en: sombrero o gorro estilizado, camisetas o playeras muy ajustadas -cubiertas o no por una igualmente pequeña chaqueta o blazer- y pantalones cortos ("shorts") sumamente ajustados y un tanto breves (en realidad las piernas se encontraban cubiertas por medias, si bien este rasgo era un tanto imperceptible por televisión); todo ello en colores muy llamativos.
Ante el éxito del programa, Gaby Ruffo expresó:
"Es maravilloso ver cómo TVO se ha convertido en el programa favorito de los niños y ha sido una sorpresa para los que dudaban de que un programa infantil en vivo con bailables, música y concursos pudiera tener éxito. Los niños me dicen cosas muy chistosas, me acaricia el cabello y me dicen que les gusto mucho de güera y llegan con papelitos que dicen ¡Te quiero!
Giras con presentaciones agotadas en todo México, presentaciones en programas como Siempre en Domingo con Raúl Velasco, vinieron a darles a Gaby Ruffo y a Liza Echeverría una popularidad y fama que nunca se imaginaron. El programa estaba creciendo en niveles de audiencia nunca antes vistos en un programa infantil en México, en donde Chabelo estaba quedando como una pálida sombra al lado de estas dos jóvenes conductoras, que en menos de un año lograron reconocimiento dentro y fuera de México, ya que el programa comenzó a transmitirse en sus países vecinos.
El programa salió del aire cuando se encontraba en su mejor momento, el viernes 4 de diciembre de 1992, prometiendo una segunda temporada que nunca llegó.
El último programa de TVO fue un shock para los niños y adolescentes de la época; el foro 4 de Televisa estuvo a su máxima capacidad ese día. Miles de personas se congregaron afuera de las instalaciones de Televisa para ver el último capítulo. Gaby Ruffo se despidió al final entre lágrimas con un fondo instrumental de los concursos más populares y de la canción de TVO, en un ambiente obscuro con iluminación tenue que hacía lucir triste el foro 4 de Televisa. Ha sido considerado por mucha gente, como una de las despedidas más dignas de la televisión mexicana a un programa tan exitoso como lo fue TVO.

## Concursos populares
El "Cacha-cuas": Consistente en acertar -en uno de tres intentos- al centro de una diana o blanco lanzando una pelota mientras una teveíta esperaba en un asiento suspendido sobre una alberca. El mecanismo de la diana y el del asiento se hallaban conectados, de modo que cuando el concursante hacía blanco en el centro, el asiento se abría y tiraba a la teveíta al agua. Mientras ello ocurría, la conductora en turno amenizaba el concurso cantando. Gaby cantaba: "¡Cacha-cuas! ¡cacha-cuas! ¡Ay caramba, que se cae!¡Ay caramba! ¡Ay caramba! ¡Ay caramba, que se cae! ¡Cacha-cuas!" Por su parte, Liza cantaba: "¡Ay ay ay ay, al agua, al agua, que se cae!" Al final Gaby o Liza eran las que acababan oprimiendo el blanco para que la tveita se cayera al agua, pero esto era cuando nadie lograba darle en el blanco. Hubo un programa en el que a Gaby le tocó estar en el asiento esperando a que la tiraran al agua. El premio era Una Pantalla Gigante, ya que era uno de los concursos más difíciles.
El "Corazón de Ramiro": Exclusivo para niñas, en el cual éstas -con los ojos vendados- tenían que pegar un corazón en el pecho de un personaje dibujado -"Ramiro"- que representaba a un adolescente bien parecido. Se consideraba la ganadora a aquella cocnursante que más se aproximaba al centro del pecho de dicho personaje. En realidad una variante del conocido juego "ponerle la cola al burro", este concurso se presentaba solo en la emisión conducida por Liza. Este concurso sustituía a la cucaña en la emisión de Liza los Martes y Jueves.
La "Aguja en el pajar": Las teveítas escondían tres grandes agujas de plástico color anaranjado dentro de un cerro más o menos grande de paja, tras lo cual, un grupo de concursantes disponía de un minuto para ser el primero en encontrarla y reclamar su premio, el cual solía ser un equipo de sonido y un TVo disco. Los niños usaban lentes de natación para proteger sus ojos. Este juego era todos los días, pero los viernes solo se colocaban dos agujas.
La "Cucaña": Variante del llamado "palo encebado", era exclusivo para niños, los cuales -para ganar- debían tratar de trepar por una garrocha de cerca de 3 metros inclinada a un ángulo aproximado de 45º. EL objetivo era llegar hasta la parte superior y tomar una banderita con el logo de TVO. Gaby Ruffo se divertía cantando al ritmo de una tonada musical que ponía para fondo del concurso.. Trepa, trepa, trepa que trepa, trepa, trepa, trepa. Si ganaban se llevaban un premio en efectivo. Este concurso se realizaba únicamente en la emisión de Gaby. Si ningún ganador acertaba, el premio de la cucaña se iba acumulando.
Las "Tvopuertas": Concurso exclusivo de Liza en el cual los concursantes portaban un número que se correspondía con una puerta, la cual -a su vez- podía ser abierta solo con una de cuatro llaves maestras. El reto consistía en encontrar -lo antes posible- una de tales llaves maestras, pues se encontraban en unos contenedores mezcladas con un montón de llaves inútiles. De este modo, vía ensayo-error, el concursante debía encontrar una de las llaves reales para intentar abrir la tveopuerta correspondiente al número de su traje.
Hubo Concursos que se daban por temporadas, como TVeita por un Día y La llave dorada. El primero consistía en que 6 adolescentes se vestían como las tveitas y por medio de una coreografía y la pista musical de la entrada del programa participaban para ser tveitas por un día. El concurso lo realizaba gaby el viernes y la ganadora era tveita por un día el lunes siguiente.
El concurso de la Llave Dorada, consistía en que en una colonia se enviaba a un tveoagente secreto y la gente lo tenía que identificar con la siguiente clave "tveo en tvo" y entregaba el modelo de una llave grande y dorada con el logo del programa y quien la encontrara tenía la oportunidad de participar para llevarse un auto del primer aniversario del programa.
Por lo general, en los concursos del día, los ganadores iban acumulando puntos o "pilones" que eran canjeables por premios; cada uno de estos tenían un valor. Los premios iban desde balones deportivos hasta computadoras. Las participantes y ganadoras de Teveíta por un Día también recibían un monto como regalo en "pilones".

## Discografía
TVO tuvo tan buenos resultados dentro y fuera de la pantalla, que se produjeron tres álbumes con las canciones del programa. Los discos fueron producidos por Memo Méndez Guiú, con letras de Paulyna Carraz (Michelle Guiú) y Nando Estavané, editados por Sony Music y Discos Américas. El primer disco salió en agosto de 1991 en diferentes formatos(LP, Cassette y CD), convirtiéndose en un éxito rotundo, logrando vender más de 250,000 copias; por lo que se lanzó una edición especial del Lp en Picture Disc. En abril de 1992 se lanzó el segundo disco y el tercero a principios de 1993, semanas después de la finalizacion del programa.
| Tema                          | Intérprete     |
| ----------------------------- | -------------- |
| TVO                           | Versión Gaby   |
| La magia de sonreír           | Gaby           |
| El secreto del poder          | Gaby           |
| Mejores amigos                | Gaby           |
| Vamos a ayudar                | Liza           |
| Como hielo en la playa        | Gaby           |
| La fiesta                     | Gaby           |
| La imaginación es la solución | Liza           |
| TVO                           | Versión Karoke |
| S.O.S.                        | Liza           |
| Soy un arcoiris               | Gaby           |
| Una estrella más              | Gaby           |

| Tema                   | Intérprete |
| ---------------------- | ---------- |
| Mi ciudad              | Gaby       |
| El planeta en invasión | Liza       |
| Carta a mamá y papá    | Gaby       |
| El viajero             | Liza       |
| El globo azul          | Gaby       |
| Y a bailar             | Gaby       |
| Mi familia             | Gaby       |
| Pasara                 | Liza       |
| Mi hermanito           | Gaby       |
| Corazón de Chicle      | Liza       |
| El problema            | Gaby       |
| Di no a las drogas     | Liza       |

| Tema                            | Intérprete                  |
| ------------------------------- | --------------------------- |
| Mamacita dónde está Santa Claus | Gaby/ Liza/ Carrusel mágico |
| Otro día más                    | Gaby                        |
| Un poquito más                  | Liza                        |
| Ya no quiero soñar              | Gaby                        |
| Aprender, aprender              | Liza                        |
| Cuando quieras hablar con Dios  | Gaby                        |
| ¡Oye papá!                      | Liza                        |
| El agente TVO 07                | Gaby                        |
| Pronto cambiaré                 | Liza                        |
| Garabatos                       | Gaby                        |
| Canta este calipso              | Liza                        |
| Smock Rock                      | Gaby                        |
| Siempre estarás aquí            | Gaby                        |

Existen dos temas que no se incluyeron en los Cds editados: Somos las TV-ITAS Y T.V.O. Versión Liza. Además, la única canción con la cual aparecieron juntas en TV (Concretamente en "Siempre en Domingo") fue Mamacita Dónde Está Santa Claus, ya que la interpretaban junto con el desaparecido grupo musical Carrusel Mágico. 
La última canción que interpretó Liza Echeverría en su programa de despedida fue "Canta Este Calipso"; en cambio Gaby Ruffo interpretó "El Agente TVO 07". 

## Después de TVO
Al terminar la emisión, Gaby Ruffo se dedicó a la conducción, le siguió el exitoso programa "Llévatelo" (Programa de concursos, dirigido para toda la familia), en él trabajó con Paco Stanley y por su belleza fue llamada "La muñequita del pastel". Ahí se hizo famoso su saludo "Quisquirisquis"
En 1994 lanzó un original exitoso calendario con ella como modelo.
En 1995 es elegida para protagonizar la película "Embrujo de Rock", para la cual graba la banda sonora con su voz.
En 1996 protagoniza la obra "Piratas".
En 1997 conduce junto con Diego Schoening "Nuevas tardes", solo dura 6 meses.
En 1998 se retira de la televisión para estudiar la carrera de educadora;no lo hace completamente ya que tiene apariciones esporádicas en ella.
En el 2000 inaugura una sala de fiestas llamado "TV-OZ", es cerrado en el 2005.
En el 2004 conduce el programa radiofónico "La casa de los niños", comparte micrófono con su sobrino José Eduardo Derbez, el programa fue un éxito total y multipremiado; termina en 2005.
En el 2004 y 2005 conduce las mañanitas a la virgen; ese mismo años regresa a Televisa para imitar a su hermana Victoria Ruffo en el programa "La parodia".
En 2010 participa en una cápsula del Teletón imitando nuevamente a su hermana Victoria; ese mismo año participa en Las mañanitas a la Virgen.
Más adelante, en 2013 tuvo su programa "En la mañana con la Ruffo" transmitido por Tele fórmula. Posteriormente, se ha dedicado a escribir varios guiones para telenovelas, series y programas unitarios, entre los que destacan la coadaptación de "Mi marido tiene familia, El color de la pasión y Cita a ciegas.
Liza Echeverría
En tanto, Liza se estrenó en la actuación interpretando a Dana, la hada madrina de la telenovela "Luz Clarita"
En 1993 entra como conductora de Galardón A Los Grandes, tras la salida de Ilse Olivo y Bárbara Ferré.
En 1995 interpreta al Hada Madrina de Panucho (parodia de la película Pinocho) en el programa Al Derecho y Al Derbez. 
En 1996 condujo el certamen "Todos A Cantar", producido por Raúl Velasco. Fue el primer reality show de niños en México, basado en el festival a Juguemos a Cantar.
En 1998 y 1999 conduce "Por un mundo feliz", el día del niño de Televisa.
En 2004 interpretó a la señora del agua en la telenovela "Misión S.O.S."
En 2005 es elegida para conducir con mucho éxito "Bailando por un sueño", "Cantando por un sueño" y Los reyes de la pista, por su belleza es llamada "La muñequita viviente".
En 2011 fue enviada por Turner Network Television a la entrega del Premios Óscar para entrevistar a las estrellas de Hollywood en la alfombra roja. Hoy en día Liza, ha incursionado en el terreno de la moda diseñando pañaleras por tres temporadas para la marca mexicana de bolsos Clóe.